# 中高ドイツ語

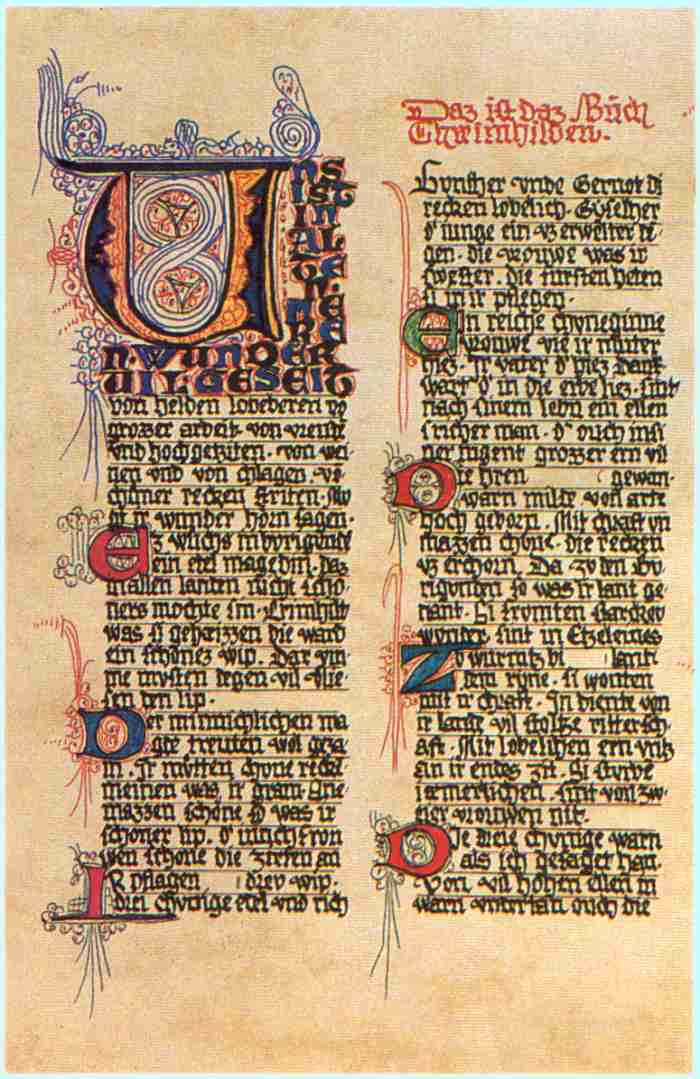
中高ドイツ語で記述された叙事詩、『ニーベルンゲンの歌』

中高ドイツ語（ちゅうこうドイツご、独：Mittelhochdeutsch）とは、高地ドイツ語の1050年頃から1350年頃にかけての段階のことをいう。それより前は古高ドイツ語（およそ750年～1050年）、それより後の時代については初期新高ドイツ語（1350年頃から1650年頃まで）と呼ぶ。

## 概要
13世紀中頃に至るまでの時代の中高ドイツ語は、特に韻文の言語として伝承されている。実用的なテクストソース（法文、実用文献、年代記、宗教文書など）で今に伝わっているのは13世紀中頃以降のものがほとんどである。それ以前のこの種の領域のテクストは普通はラテン語で書かれているためである。
中高ドイツ語の最もよく知られている作品には、英雄叙事詩『ニーベルンゲンの歌』、ヴォルフラム・フォン・エッシェンバッハ（ヴォルフラム・フォン・エッシェンバハ）による『パルチヴァール』、ゴットフリート・フォン・シュトラースブルクの『トリスタンとイゾルデ』、ハルトマン・フォン・アウエの『イーヴェイン』などの宮廷叙事詩、マネッセ写本等の伝える、ヴァルター・フォン・デア・フォーゲルヴァイデ作品を頂点とする無数の叙情詩（ミンネザング）などがある。
中「高（hoch）」ドイツ語と呼ばれるのは、俗語の対義語としての標準語（Hochsprache）であるからではない。中高ドイツ語は中「低（地）」ドイツ語の対概念として理解されるべきもので、それゆえに後の高地ドイツ語のうち中部ドイツ語の地方言語（テューリンゲン方言、ヘッセン方言、ライン･フランク方言）や同じく上部ドイツ語の地方言語（アレマン方言、バイエルン方言、上部フランク方言）すべてを含むものである。中高ドイツ語は新高ドイツ語の文章語のような超域的に統一された言語ではなく、今日話されているドイツ語のように、地方ごと、方言ごとの強度の差異によって特徴づけられていた。統一された正書法もまた、中世には存在しなかったのである。
重要な中高ドイツ語の韻文テクストの版や中高ドイツ語の辞書や文法書には、カール・ラハマンに帰されるところの「標準化された中高ドイツ語」あるいは「標準中高ドイツ語」が用いられている。これは中高ドイツ語の一つの理念型であって、当時の言語的リアリティーのごく小さな断片を再現するものに過ぎない。

## 音韻変化（母音推移）
中高ドイツ語は、主に副音節や最終音節の弱化によって、古高ドイツ語と区別される。新高ドイツ語とは、とりわけ幹音節の母音体系によって、区別される。つまり、中高ドイツ語においてはアクセントのある開音節中に短母音が現れるのだが、こういった短母音は、新高ドイツ語になるにつれ、アクセントのある開音節中の母音拡張によって取り除かれていったのである。
スイス方言では、数多くの中高ドイツ語の特徴が保持されている（例えば、中高ドイツ語の短母音や開複母音の保存）。

### 母音体系
次の一覧は、（標準）中高ドイツ語の母音体系を示したものである。
短母音：a, e, i, o, u, ä, ö, ü
長母音：â, ê, î, ô, û, æ, œ, iu (長いü)
複母音：ei, ie, ou, öu, uo, üe
注意しなければならないのは、"ei"は"e+i"と発音され（新高ドイツ語のようにaiとは発音せず、オランダ語の"ei"や"ij"のように発音する）、"ie"は長い"i"ではなく"i+e"と発音されるということである。
中高ドイツ語から新高ドイツ語への重要な変容は、母音体系に関わるものである。
- 中高ドイツ語の長母音/î, iu, û/は、新高ドイツ語では複母音/ei, eu/äu, au/となる（新高ドイツ語の複母音化）。－例：mîn > mein, vriunt > Freund, hûs > Haus
- 中高ドイツ語の複母音/ie, üe, uo/は、新高ドイツ語では長母音/i, ü, u/となる（新高ドイツ語の単母音化）。－例：liep > lieb, müede > müde, bruoder > Bruder
- 中高ドイツ語の複母音/ei, öu, ou/は新高ドイツ語では/ei, eu/äu, au/のように開かれる（新高ドイツ語の複母音推移）。－例：bein > Bein, böume > Bäume, boum > Baum
- すべての中高ドイツ語の短音節/a, e, i, o, u, ä, ö, ü/は、開音節においては相当する長母音に拡張される（アクセントのある開音節中の拡張）。

### その他の変化
- 新高ドイツ語では名詞の語頭が大文字で書かれる（中高ドイツ語では固有名詞のみ語頭が大文字で書かれる）。
- 語末の無声音化は新高ドイツ語では音声上のみ現れはするが、文字には表されない（例えば、中高ドイツ語の"tac"は新高ドイツ語の"Tag（日、昼）"に同じ［語末は"k"と発音される］）。
- 口蓋音化。つまり、語頭の子音の前の"s"は"sch"になる。これは、正書法の上では常に明示されるわけではない。語頭の子音群"sp-"や"st-"は表記上では中高ドイツ語時代から変わらないままである（例えば、中高ドイツ語の"slichen"は新高ドイツ語の"schleichen（忍び足で歩く）"となるが、"sprechen"は"s"が口蓋音化されて"sch"と発音されるにもかかわらず"sprechen（話す）"のままである）。

## 文例
ナイトハルト・フォン・ロイエンタールの"Nu ist der küele winder gar zergangen"（1200年頃）
より。
Nu ist der küele winder gar zergangen,
diu naht ist kurz, der tac beginnet langen,
sich hebet ein wünneclîchiu zît,
diu al der werlde vreude gît;
baz gesungen nie die vogele ê noch sît.
現代ドイツ語訳:
Nun ist der kühle Winter doch vergangen.
Die Nacht ist kurz, der Tag wird wieder länger.
Die wonnevolle Zeit beginnt,
die allen Menschen Freude schenkt.
Die Vögel sangen nie so schön wie jetzt.
和訳:
つめたい冬がすっかり去って
夜は短く昼はひましに長くなる。
すべての人に喜びを与える
すばらしい季節がはじまった。
小鳥たちも今までこんなに楽しげに歌ったことはない。

## 文献

### 辞書+CD
- G. F. Benecke, W. Müller, F. Zarncke: Mittelhochdeutsches Wörterbuch. 4 Bde. 3. Nachdruckauflage der Ausgabe Leipzig 1854-66. - Hildesheim: Olms 1986. ISBN 3-487-05372-1
- Kurt Gärtner u.a.: Findebuch zum mittelhochdeutschen Wortschatz. Mit rückläufigem Index. - Stuttgart: Hirzel 1992. ISBN 3-7776-0490-9 und ISBN 3-7776-0489-5
- Kurt Gärtner/ Klaus Grubmüller/ Jens-Dieter Haustein/ Karl Stackmann(Hrsg.): Mittelhochdeutsches Wörterbuch. Band 1:  a – êvrouwe (Überarbeitete Bandauflage 2013) ISBN 978-3-7776-2327-6; Band 2:  êvüegerin – iruele (2021), Stuttgart: Hirzel. ISBN 978-3-7776-3243-8
- Bettina Kirschstein/ Ursula Schulze (Hrsg.): Wörterbuch der mittelhochdeutschen Urkundensprache auf der Grundlage des 'Corpus der altdeutschen Originalurkunden bis zum Jahr 1300', Erich Schmidt Verlag 1986 - . ISBN 3-503-02247-3
- Matthias Lexer: Mittelhochdeutsches Handwörterbuch. 3 Bände. Nachdruck der Ausgabe Leipzig 1872-1878. - Stuttgart: Hirzel 1992. ISBN 3-7776-0488-7 und ISBN 3-7776-0487-9
- Thomas Burch/ Johannes Fournier/ Kurt Gärtner (Hrsg.): Mittelhochdeutsche Wörterbücher im Verbund = G. F. Benecke, W. Müller, F. Zarncke: Mittelhochdeutsches Wörterbuch + M. Lexer: Mittelhochdeutsches Handwörterbuch und Nachträge + Findebuch zum mittelhochdeutschen Wortschatz + E. Nellmann: Quellenverzeichnis zu den mittelhochdeutschen Wörterbüchern. - Stuttgart: Hirzel 2002. CD-ROM und  Begleitbuch. ISBN 3-7776-1131-X
- 伊東泰治・馬場勝弥・小栗友一・松浦順子・有川貫太郎編著『中高ドイツ語小辞典』（Mittelhochdeutsch-Japanisches Taschenwörterbuch）同学社（1991）[4];『新訂・中高ドイツ語小辞典』同学社（2001）ISBN 4-8102-0054-X
- 古賀允洋編『中高ドイツ語辞典』（Mittelhochdeutsches Wörterbuch） 大学書林 （2011）ISBN 9784475001632
- Deutsches Lautarchiv : alte Germanistik, gegründet und geleitet von Kōichi Tanaka.[5]

### 入門書・文法書
- Bergmann/ Pauly/ Moulin: Alt- und Mittelhochdeutsch. Arbeitsbuch zur Grammatik der älteren deutschen Sprachstufen und zur deutschen Sprachgeschichte. Bearbeitet v. Claudine Moulin. 6., neu bearb. Aufl. - Göttingen 2004.
- Thordis Hennings: Einführung in das Mittelhochdeutsche, 2. Aufl. Berlin: de Gruyter 2003. ISBN 3-110-17818-4
- Hermann Paul: Mittelhochdeutsche Grammatik. 23. Aufl. Neu bearb. v. Peter Wiehl u. Siegfried Grosse. - Tübingen: Niemeyer 1989. ISBN 3-484-10233-0 und ISBN 3-484-10232-2
- Hilkert Weddige: Mittelhochdeutsch. Eine Einführung. 6. Aufl. München: Beck 2004. ISBN 3-406-45744-4.
- Karl Weinhold: Kleine mittelhochdeutsche Grammatik. Fortgef. von Gustav Ehrismann und neu bearb. von Hugo Moser. 18., verb. Aufl. Wien: Braumüller 1994. ISBN 3-7003-1076-5.
- ヴァインホルト/エーリスマン/モーザー『中高ドイツ語小文法〈改訂第18版〉』（井出万秀訳）郁文堂（2017年）　ISBN 978-4-261-07334-8
- Herbert Bögl: Abriss der mittelhochdeutschen Metrik - Mit einem Übungsteil. 1. Aufl. Hildesheim: Olms 2006. ISBN 978-3-487-13142-9
- 古賀允洋『中高ドイツ語』大学書林（1998年）ISBN 4-475-01464-6

## 参照
- ドイツ語の歴史
- de:Hans Eggers: Deutsche Sprachgeschichte, vier Bände, Reinbek 1963–1977; neue Ausgabe in zwei Bänden, 1986.